# 4763 Райд
4763 Райд (4763 Ride) — астероїд головного поясу, відкритий 22 січня 1983 року.
Тіссеранів параметр щодо Юпітера — 3,351.